# Ayad Godlieb
Ayad Godlieb (Paramaribo, 2 januari 1999) is een Surinaams voetballer die speelt als middenvelder.

## Carrière
Godlieb begon haar carrière bij SV Robinhood in 2014 en speelde bij Robinhood tot in 2019. Hij won met hen een landstitel in 2017/18 en de landsbeker in 2015/16 en 2017/18. In 2019 ging hij spelen voor PVV.

## Erelijst
- SVB-Eerste Divisie: 2017/18
- Surinaamse voetbalbeker: 2015/16, 2017/18